# Aucamville, Tarn-et-Garonne
Aucamville là một xã của tỉnh Tarn-et-Garonne, thuộc vùng Occitanie, miền nam nước Pháp.

## Di tích

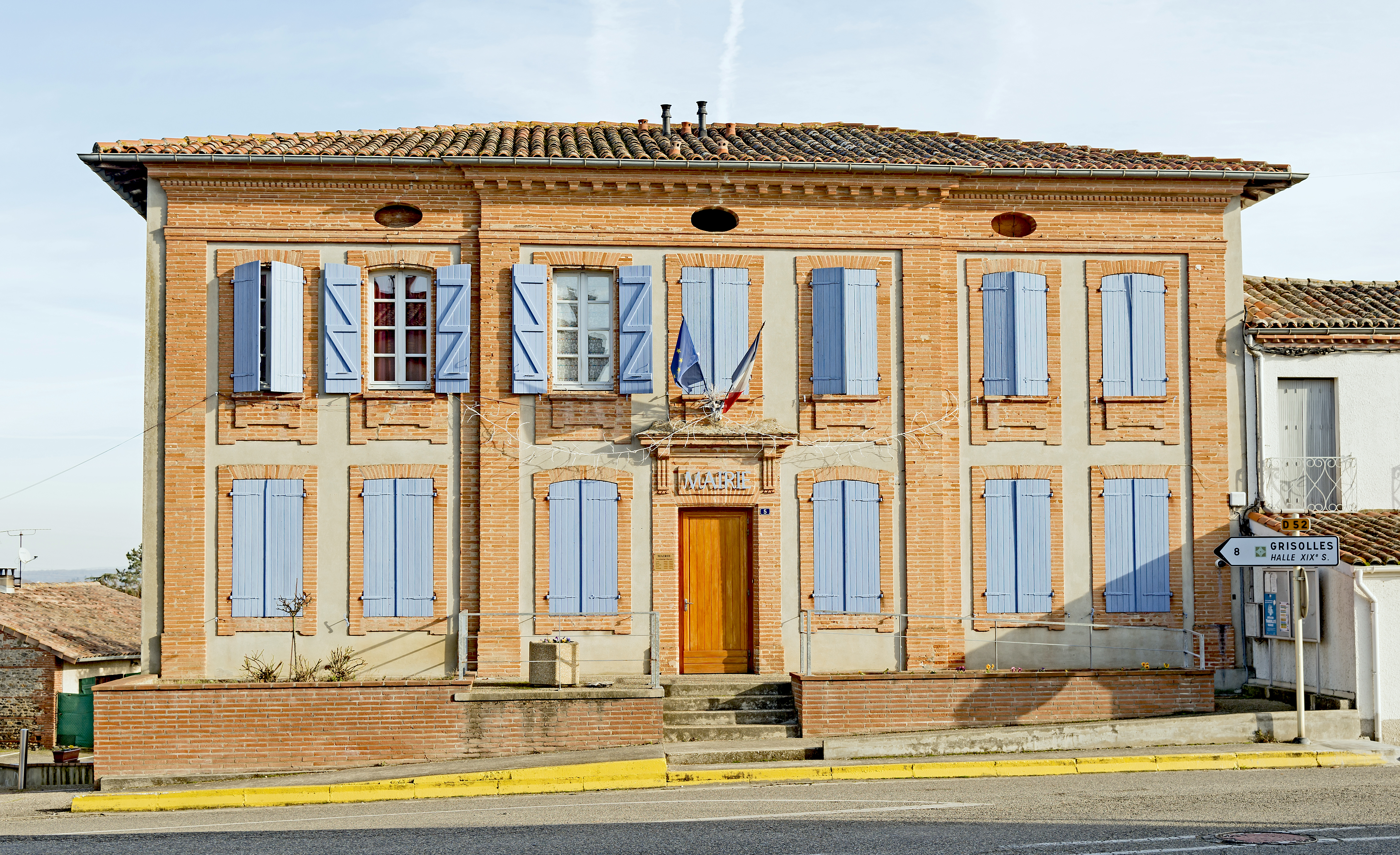
Tòa thị chính.
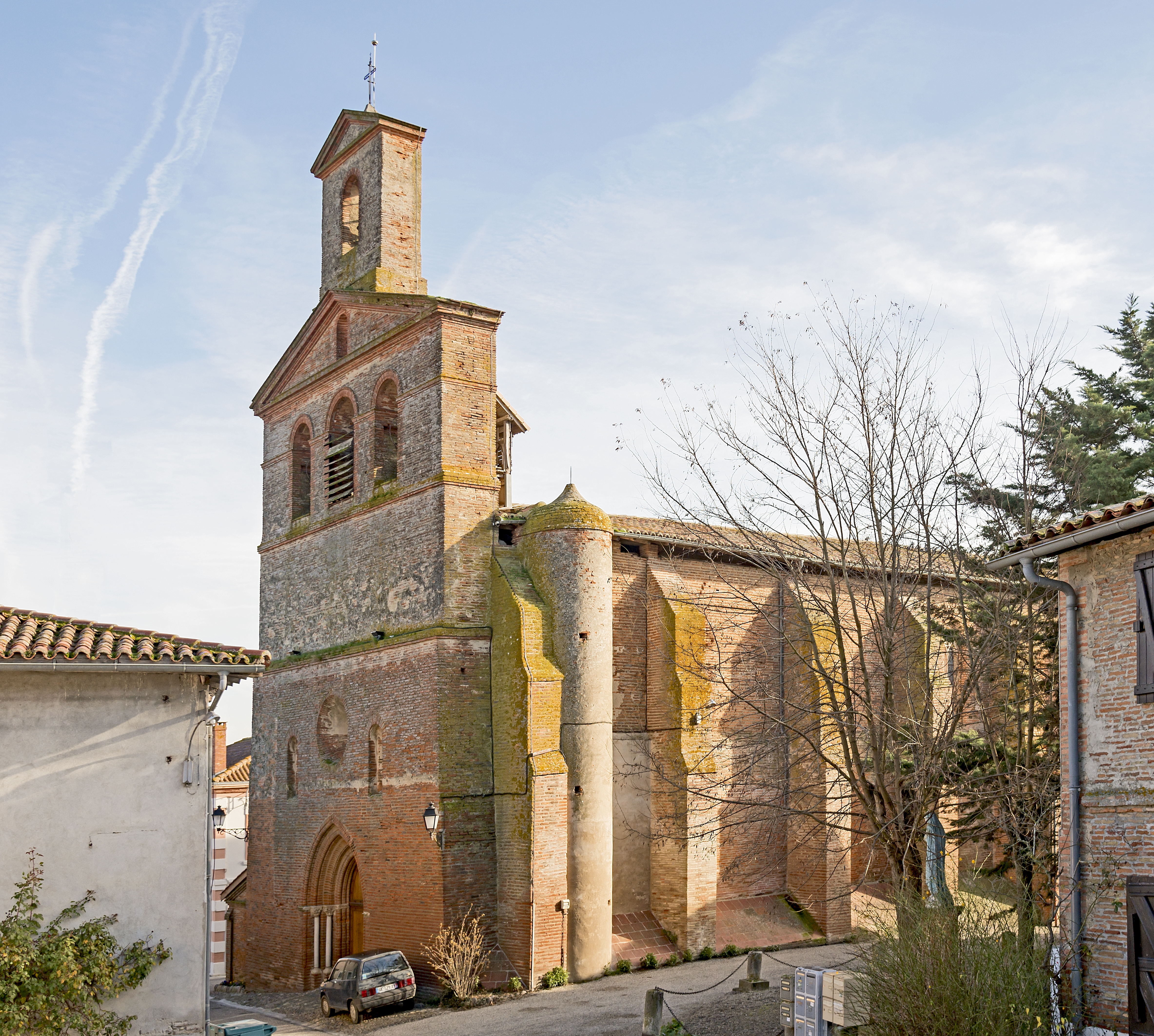
Nhà thờ.